# Thang Delisle
Thang Delisle (°D) là một thang nhiệt độ phát minh năm 1732 bởi nhà thiên văn học người Pháp Joseph-Nicolas Delisle (1688–1768). Delisle là tác giả của Mémoires pour servir à l'histoire et aux progrès de l'Astronomie, de la Géographie et de la Physique (1738).

## Lịch sử
Năm 1732, Delisle xây dựng một nhiệt kế sử dụng thủy ngân. Delisle chọn thang này bằng cách sử dụng nhiệt độ của nước sôi là điểm không (0) cố định và đo sự co của thủy ngân (với nhiệt độ nhỏ hơn). Nhiệt kế Delisle thường có 2400 hoặc 2700 chia độ,thích hợp với mùa đông ở St. Petersburg, vì ông ấy đã được mời bởi Pyotr I của Nga đến St. Petersburg để thành lập một đài thiên văn năm 1725. Năm 1738, Josias Weitbrecht (1702–47) chia lại nhiệt kế Delisle với hai điểm cố định, giữ 0 độ làm điểm sôi và thêm 150 độ làm điểm đóng băng của nước. Ông ấy gửi nhiệt kế đã chia độ cho nhiều nhà học giả, bao gồm Anders Celsius. Thang Celsius, giống như thang Delisle, ban đầu chạy từ không đến độ là nước đóng băng đến 100 độ là nhiệt độ sôi của nước. Nó được lưu trữ để sử dụng sau này sau cái chết của ông ấy, làm một phần của nghiên cứu của nhà thực vật học người Thụy Điển Carl Linnaeus và nhà sản xuất của nhiệt kế Linnaeus thermometers, Daniel Ekström.
Nhiệt kế Delisle vẫn tiếp tục được sử dụng gần 100 năm sau ở Nga.